# Jędrzej Maćkowiak
Jędrzej Maćkowiak (ur. 17 października 1992 w Bełchatowie) – polski siatkarz, grający na pozycji środkowego. Wychowanek klubu Skra Bełchatów. Od sezonu 2022/2023 występuje w drużynie TS Volley Jelcz-Laskowice.

## Sukcesy klubowe
Puchar Polski:
- 2011, 2012

Liga Mistrzów:
- 2012

Mistrzostwo Polski:
- 2014
- 2012

Klubowe Mistrzostwa Świata:
- 2012

Superpuchar Polski:
- 2012

Mistrzostwo I ligi:
- 2018